# Journal of Contemporary China
A Journal of Contemporary China 1992-ben alapított sinológiai szakfolyóirat.

## Története
A The Journal of Contemporary China tematikája elsősorban a modern kori Kína politikája, jogrendszere, gazdasága és kultúrája. Évente öt szám jelenik meg. Jelenlegi főszerkesztője Zhao Suisheng (Josef Korbel School of International Studies, University of Denver).

## Fordítás
- Ez a szócikk részben vagy egészben  a   Journal of Contemporary China című angol Wikipédia-szócikk fordításán alapul.  Az eredeti cikk szerkesztőit annak laptörténete sorolja fel. Ez a jelzés csupán a megfogalmazás eredetét és a szerzői jogokat jelzi, nem szolgál a cikkben szereplő információk forrásmegjelöléseként.